# Велика Британія на зимових Олімпійських іграх 1968
Велика Британія брала участь у Зимових Олімпійських іграх 1968 року в Греноблі (Франція). Збірну країни представляли 38 спортсменів (28 чоловіків та 10 жінок). Прапороносцем на церемонії відкриття став бобслеїст Робін Діксон, а на церемонії закриття — гірськолижниця Джина Гаторн. Країна удесяте взяла участь у зимовій Олімпіаді. Британські спортсмени не завоювали жодної медалі.

## Спортсмени
Кількість спортсменів, що взяли участь в Іграх, за видами спорту.
| Вид спорту          | Чоловіки | Жінки | Загалом |
| ------------------- | -------- | ----- | ------- |
| Біатлон             | 5        | 0     | 5       |
| Бобслей             | 8        | 0     | 8       |
| Гірськолижний спорт | 5        | 4     | 9       |
| Ковзанярський спорт | 4        | 1     | 5       |
| Лижні перегони      | 2        | 0     | 2       |
| Санний спорт        | 2        | 0     | 2       |
| Фігурне катання     | 3        | 4     | 7       |
| Загалом             | 28       | 10    | 38      |

## Біатлон
На Іграх Велику Британію представляли п'ятеро біатлоністів, що змагалися у двох дисциплінах. В індивідуальній гонці на 20 км найкращий результат показав Роджер Бін, який посів 16 місце, а Маркус Голлідей зайняв останню 59 сходинку. В естафеті британці зайняли 12-у позицію з 14 команд.
| Дисципліна                     | Спортсмен                                              | Промахи 1 | Час       | Місце |
| ------------------------------ | ------------------------------------------------------ | --------- | --------- | ----- |
| естафета 4 x 7.5 км (чоловіки) | Маркус Голлідей Алан Нотлі Пітер Танкок Фредерік Ендрю | 9         | 2'34:40.9 | 12    |

| Дисципліна                           | Спортсмен       | Час       | Пенальті | Розрахунковий час2 | Місце |
| ------------------------------------ | --------------- | --------- | -------- | ------------------ | ----- |
| 20 км індивідуальна гонка (чоловіки) | Маркус Голлідей | 1'23:40.5 | 19       | 1'42:40.5          | 59    |
| 20 км індивідуальна гонка (чоловіки) | Алан Нотлі      | 1'25:23.1 | 7        | 1'32:23.1          | 44    |
| 20 км індивідуальна гонка (чоловіки) | Фредерік Ендрю  | 1'22:21.3 | 7        | 1'29:21.3          | 36    |
| 20 км індивідуальна гонка (чоловіки) | Роджер Бін      | 1'19:07.5 | 5        | 1'24:07.5          | 16    |

1 За кожну пропущену мішень потрібно було пройти на лижах штрафну петлю довжиною 200 метрів
2 Одна хвилина додається за кожний промах (попадання у зовнішнє кільце), дві хвилини додається за повний промах.

## Бобслей
Велику Британію на цих Іграх представляли 8 бобслеїстів, що змагалися у двох дисциплінах: по дві команди у парних следах та у четвірках. Найкращих результат показала команда GBR-1 у двійках, посівши 5 сходинку, а команда GBR-2 зайняла 15 місце з 22 команд. У четвірках британці зайняли 8 та 14 місця (серед 19-ти команд).
| След  | Спортсмени                                     | Дисципліна          | Заїзд 1 | Заїзд 1 | Заїзд 2 | Заїзд 2 | Заїзд 3 | Заїзд 3 | Заїзд 4 | Заїзд 4 | Всього  | Всього |
| След  | Спортсмени                                     | Дисципліна          | Час     | Місце   | Час     | Місце   | Час     | Місце   | Час     | Місце   | Час     | Місце  |
| ----- | ---------------------------------------------- | ------------------- | ------- | ------- | ------- | ------- | ------- | ------- | ------- | ------- | ------- | ------ |
| GBR-1 | Тоні Неш Робін Діксон                          | двійки (чоловіки)   | 1:10.57 | 3       | 1:11.60 | 5       | 1:11.77 | 8       | 1:11.22 | 3       | 4:45.16 | 5      |
| GBR-2 | Джон Блокі Майк Фрімен                         | двійки (чоловіки)   | 1:12.06 | 13      | 1:12.25 | 11      | 1:13.79 | 19      | 1:13.17 | 16      | 4:51.27 | 15     |
| GBR-1 | Тоні Неш Гай Ренвік Робін Віддоуз Робін Діксон | четвірки (чоловіки) | 1:10.45 | 4       | 1:08.39 | 9       |         |         |         |         | 2:18.84 | 8      |
| GBR-2 | Джон Блокі Джон Браун Тім Торн Майк Фрімен     | четвірки (чоловіки) | 1:11.52 | 15      | 1:08.67 | 12      |         |         |         |         | 2:20.19 | 14     |

## Гірськолижний спорт
У гірськолижних змаганнях брали участь 9 британських спортсменів (5 чоловіків та 4 жінок). Непоганий результат показали британські гірськолижниці. Джина Гаторн зупинилася за крок до здобуття медалі: вона стала четвертою у слаломі (їй бракнуло лише 0,04 с до бронзової медалі). Хороші результати також були у Фелісіті Філд (6 місце у швидкісному спуску) та Дівіна Галіца (8 місце у гігантському слаломі). Чоловіки виступили гірше: найкращий результат — 25 місце Джеремі Палмера-Томкінсона у швидкісному спуску.
| Спортсмен                | Дисципліна                    | Спуск 1 | Спуск 1 | Спуск 2 | Спуск 2 | Всього  | Всього |
| Спортсмен                | Дисципліна                    | Час     | Місце   | Час     | Місце   | Час     | Місце  |
| ------------------------ | ----------------------------- | ------- | ------- | ------- | ------- | ------- | ------ |
| Девід Боррадейл          | швидкісний спуск (чоловіки)   |         |         |         |         | 2:17.31 | 56     |
| Люк О'Рейлі              | швидкісний спуск (чоловіки)   |         |         |         |         | 2:10.99 | 50     |
| Аєн Тодд                 | швидкісний спуск (чоловіки)   |         |         |         |         | 2:10.00 | 44     |
| Джеремі Палмер-Томкінсон | швидкісний спуск (чоловіки)   |         |         |         |         | 2:05.43 | 25     |
| Аєн Тодд                 | гігантський слалом (чоловіки) | 1:59.66 | 66      | 1:57.81 | 55      | 3:57.47 | 60     |
| Джуліан Васі             | гігантський слалом (чоловіки) | 1:59.44 | 64      | 2:00.29 | 62      | 3:59.73 | 62     |
| Люк О'Рейлі              | гігантський слалом (чоловіки) | 1:56.25 | 57      | 1:57.77 | 53      | 3:54.02 | 54     |
| Джеремі Палмер-Томкінсон | гігантський слалом (чоловіки) | 1:53.24 | 47      | 1:51.06 | 24      | 3:44.20 | 35     |
| Дівіна Галіца            | швидкісний спуск (жінки)      |         |         |         |         | 1:49.39 | 32     |
| Гелен Джеймісон          | швидкісний спуск (жінки)      |         |         |         |         | 1:48.03 | 26     |
| Джина Гаторн             | швидкісний спуск (жінки)      |         |         |         |         | 1:44.36 | 15     |
| Фелісіті Філд            | швидкісний спуск (жінки)      |         |         |         |         | 1:42.79 | 6      |
| Гелен Джеймісон          | гігантський слалом (жінки)    |         |         |         |         | 2:02.99 | 30     |
| Джина Гаторн             | гігантський слалом (жінки)    |         |         |         |         | 2:00.80 | 26     |
| Фелісіті Філд            | гігантський слалом (жінки)    |         |         |         |         | 2:00.55 | 24     |
| Дівіна Галіца            | гігантський слалом (жінки)    |         |         |         |         | 1:56.58 | 8      |
| Дівіна Галіца            | слалом (жінки)                | DNF     | –       | –       | –       | DNF     | –      |
| Діана Томкінсон          | слалом (жінки)                | 48.31   | 28      | 52.62   | 22      | 1:40.93 | 23     |
| Фелісіті Філд            | слалом (жінки)                | 44.41   | 17      | 48.97   | 14      | 1:33.38 | 14     |
| Джина Гаторн             | слалом (жінки)                | 41.84   | 5       | 46.08   | 4       | 1:27.92 | 4      |

| Спортсмен                | Дисципліна        | Гіт 1 | Гіт 1 | Гіт 2   | Гіт 2 | Фінал      | Фінал      | Фінал      | Фінал      | Фінал      | Фінал      |
| Спортсмен                | Дисципліна        | Час   | Місце | Час     | Місце | Час 1      | Місце      | Час 2      | Місце      | МІсце      | Місце      |
| ------------------------ | ----------------- | ----- | ----- | ------- | ----- | ---------- | ---------- | ---------- | ---------- | ---------- | ---------- |
| Джуліан Васі             | слалом (чоловіки) | 56.02 | 4     | 1:00.24 | 2     | не пройшов | не пройшов | не пройшов | не пройшов | не пройшов | не пройшов |
| Люк О'Рейлі              | слалом (чоловіки) | 54.35 | 4     | 56.61   | 2     | не пройшов | не пройшов | не пройшов | не пройшов | не пройшов | не пройшов |
| Аєн Тодд                 | слалом (чоловіки) | 57.53 | 4     | 57:58   | 2     | не пройшов | не пройшов | не пройшов | не пройшов | не пройшов | не пройшов |
| Джеремі Палмер-Томкінсон | слалом (чоловіки) | 54.35 | 3     | 56.14   | 1 QF  | 54.19      | 36         | 1:06.93    | 32         | 2:01.12    | 30         |

## Ковзанярський спорт
На Іграх країну представляли 5 ковзанярів (4 чоловіків та одна жінка) у 5 дисциплінах. В жодній з дисциплін британці не відзначилися. Найкращий результат у Джона Тіппера — 19 місце на дистанції 500 м.
| Дисципліна        | Спортсмен       | Час    | Місце |
| ----------------- | --------------- | ------ | ----- |
| 500 м (чоловіки)  | Девід Бодінгтон | DNF    | –     |
| 500 м (чоловіки)  | Джефф Стокдейл  | 42.1   | 26    |
| 500 м (чоловіки)  | Джон Тіппер     | 41.5   | 19    |
| 1500 м (чоловіки) | Девід Бодінгтон | 2:19.1 | 53    |
| 1500 м (чоловіки) | Джефф Стокдейл  | 2:15.6 | 43    |
| 1500 м (чоловіки) | Джон Тіппер     | 2:12.4 | 28    |
| 5000 м (чоловіки) | Джон Блюїтт     | 7:59.8 | 27    |
| 1000 м (жінки)    | Тріш Тіппер     | 1:46.5 | 29    |
| 3000 м (жінки)    | Тріш Тіппер     | 5:49.0 | 26    |

## Лижні перегони
У лижних перегонах змагалися двоє британців в одній дисципліні — перегонах на 15 км серед чоловіків. Том Дакін фінішував 58-м, а Пітер Танкок — 59-м (серед 76 учасників).
| Дисципліна       | Спортсмен    | Час     | Місце |
| ---------------- | ------------ | ------- | ----- |
| 15 км (чоловіки) | Пітер Танкок | 57:31.1 | 59    |
| 15 км (чоловіки) | Том Дакін    | 56:49.9 | 58    |

## Санний спорт
На зимовій Олімпіаді 1968 року Британію представляли 2 саночників, що змагалися на одномісних санах. Річард Ліверседж фінішував 39-м, Джеймс Манкларк — 40-м (серед 50-ти учасників).
| Спортсмен        | Дисципліна                | Заїзд 1 | Заїзд 1 | Заїзд 2 | Заїзд 2 | Заїзд 3 | Заїзд 3 | Всього  | Всього |
| Спортсмен        | Дисципліна                | Час     | Місце   | Час     | Місце   | Час     | Місце   | Час     | Місце  |
| ---------------- | ------------------------- | ------- | ------- | ------- | ------- | ------- | ------- | ------- | ------ |
| Джеймс Манкларк  | одномісні сани (чоловіки) | 1:02.99 | 41      | 1:03.12 | 41      | 1:01.83 | 40      | 3:07.94 | 40     |
| Річард Ліверседж | одномісні сани (чоловіки) | 1:02.83 | 40      | 1:02.81 | 39      | 1:01.40 | 36      | 3:07.04 | 39     |

## Фігурне катання
На змаганнях з фігурного катання Велику Британію представляли 7 спортсменів. Британські фігуристи показали посередній результат. У чоловічому змаганні Майкл Вільямс став 15-м, а Хейг Унджян — 17-м (серед 28-ми учасників). Серед фігуристок Саллі-Енн Стейплфорд зайняла 11 місце, Патриція Додд — 15 місце, Френсіс Вагорн — 24 місце (з 32 фігуристок). У парному змаганні Лінда Бернард
Рей Вілсон посіли останню 18-у сходинку.
| Спортсмени               | Змагання                    | CF | SP | FS | Бали   | Places | Місце |
| ------------------------ | --------------------------- | -- | -- | -- | ------ | ------ | ----- |
| Хейг Унджян              | одиночне катання (чоловіки) | 19 |    | 13 | 1639.5 | 154    | 17    |
| Майкл Вільямс            | одиночне катання (чоловіки) | 15 |    | 15 | 1650.9 | 147    | 15    |
| Френсіс Вагорн           | одиночне катання (жінки)    | 22 |    | 28 | 1557.2 | 211    | 24    |
| Патриція Додд            | одиночне катання (жінки)    | 9  |    | 27 | 1634.6 | 140    | 15    |
| Саллі-Енн Стейплфорд     | одиночне катання (жінки)    | 7  |    | 17 | 1680.9 | 105    | 11    |
| Лінда Бернард Рей Вілсон | парне катання               |    | 18 | 18 | 251.2  | 160    | 18    |